# Пам'ятник Анатолію Солов'яненку (Донецьк)
48°00′24″ пн. ш. 37°48′13″ сх. д. / 48.006725° пн. ш. 37.80372° сх. д.
Пам'ятник Анатолію Солов'яненку встановлений 31 травня 2002 року у Ворошиловському районі Донецька, у Театральному сквері біля Донецького академічного театру опери та балету, який також носить ім'я Анатолія Солов'яненка.

## Загальна інформація
Автори пам'ятника — скульптор Олександр Митрофанович Скорих і архітектор Віталій Євгенович В'язовський.
Анатолій Борисович Солов'яненко — оперний тенор, народний артист СРСР, уродженець Донецька, тут також починалася його творча кар'єра.
Під час проведення II міжнародного фестивалю «Золотий Скіф» закладений камінь, на місці якого передбачалося встановити пам'ятник. Був проведений конкурс на найкращий проєкт пам'ятника. У конкурсі брали участь десять скульптур. Брали участь Олександр Скорих, Олександр Порожнюк та інші скульптори. Конкурс виграв проєкт Олександра Скорих. Пам'ятник встановлений 31 травня 2002 року в рамках IV міжнародного фестивалю «Золотий Скіф».

### Композиція
Пам'ятник являє собою скульптуру Анатолія Солов'яненка в повний зріст, одягненого в концертний костюм Герцога з опери Джузеппе Верді «Ріголетто». Скульптура стоїть на постаменті круглої форми, який спирається на циліндри, що символізують театральні колони. Пам'ятник виконаний з бронзи і вкритий сусальним золотом. Висота пам'ятника — 3,5 м.
Образ Герцога з опери «Ріголетто» обраний не випадково. Солов'яненко дебютував на сцені Донецького театру опери і балету в образі Герцога. Після гастролей Солов'яненко в Іспанії з оперою «Ріголетто», одна з газет опублікувала статтю з назвою «Шахтарський герцог». З цієї публікації прізвисько закріпилося за співаком. На постаменті пам'ятника також написано українською мовою:
| Гордість України — Анатолій Солов'яненко — «Шахтарський герцог» |
2009 року пам'ятник Анатолію Солов'яненку в Донецьку потрапив до Топ-10 найбільш недоладних монументів незалежної України, складений тижневиком «Коментарі». На думку укладачів рейтингу, скульптура претензійна, гротескна, а круглий постамент нагадує «пеньок».

## Інші проєкти, що брали участь у конкурсі
Проєкт Олександра Порожнюка, який також брав участь у конкурсі пропонував встановлення пам'ятника на невеликій сцені, яка оточена півколом білих аркад. На сцені можна було б проводити невеликі концерти. Сама скульптура мала б бути виконана у звичнішому для глядачів вигляді.